# Gyllene Tider
Gyllene Tider is de Zweedstalige popgroep van onder andere Per Gessle, die bekend is als zanger van Roxette.

## Ontstaan
De band is opgericht in 1979 en opgeheven in 1985. De band werd in eerste instantie gevormd door Per Gessle en Mats Persson. Zij componeerden in 1977 hun eerste nummer, "Billy". Na diverse conflicten werd de band in 1979 definitief gevormd door Gessle, Mats "MP" Persson, Micke "Syd" Anderson, Anders Herrlin en Göran Fritzson. Zij begonnen vanuit Halmstad hun loopbaan. In het begin van de jaren '80 behoorde de band tot de populairste in Zweden. In 1979 stond het nummer Flickorna på TV2 wekenlang op nummer 1, boven gerenommeerde buitenlandse bands. De band probeerde in 1984 na een paar succesvolle jaren ook in het buitenland door te breken met het Engelstalig album The Heartland Café. Dit werd echter geen succes, waarna de bandleden uit elkaar gingen. Gessle richtte vervolgens Roxette op, en ook enkele andere bandleden speelden een tijdje in deze band. 
In 1995 is de band nogmaals op tournee gegaan, en heeft een aantal singles uitgebracht. Deze tournee was een van de grootste Scandinavische tours ooit. In 2004 kwam de band opnieuw bijeen, vanwege haar vijfentwintigjarige bestaan. Er werd een nieuw album opgenomen en een jubileumtournee georganiseerd. Deze tour werd nog populairder dan de vorige; de tour binnen Zweden trok bijna een half miljoen bezoekers. Tijdens deze tour werd ook het toenmalige bezoekersrecord voor concerten in het Nya Ullevi-stadion (Göteborg) gebroken, toen ze 58.980 bezoekers wisten te trekken. Dit record is in 2009 verbroken door de Ierse rockband U2, waar 60.099 bezoekers op afkwamen.
In de zomer van 2013 is de band weer bij elkaar gekomen voor een aantal concerten, waaronder wederom een optreden in het Ullevi-stadion in Göteborg, waarbij Marie Fredriksson een gastoptreden verzorgde, en twee concerten in Halmstad.
De grootste hit van Gyllene Tider is "Sommartider", maar andere bekende nummers zijn Gå & fiska! (1996), När vi två blir en (1980) en Billy (1978).